# União Promotora para o Progresso
Die União Promotora Para o Progresso (portugiesisch für Union für die Förderung des Fortschritts, chinesisch 群力促進會, kurz UPP) ist eine politische Partei in der Sonderverwaltungszone Macau der Volksrepublik China. Durch die Parlamentswahl 2017 ist die Partei mit einem Abgeordneten in der Gesetzgebenden Versammlung von Macau vertreten.

## Geschichte
Am 30. Dezember 1983 wurde die Organisation União Geral das Associações dos Moradores de Macau (portugiesisch für Allgemeine Vereinigung der Einwohner von Macau, chinesisch 澳門街坊會聯合總會) gegründet. Ab 1991 nahm diese Organisation zusammen mit der Associação Geral das Mulheres de Macau (portugiesisch für Frauenverband Macaus, chinesisch 澳門婦女聯合總會) und dem Verband der zurückgekehrten Überseechinesen in Macau an Wahlen zur Gesetzgebenden Versammlung teil, unter portugiesischer Souveränität noch nicht als UPP, sondern als UNIPRO. Seit 2001 ist die Partei unter dem Namen União Promotora Para o Progresso (UPP) dauerhaft in der Gesetzgebenden Versammlung vertreten. Bei der Parlamentswahl 2017 wurde die União Promotora Para o Progresso nur noch von der União Geral das Associações dos Moradores de Macau unterstützt, während die Associação Geral das Mulheres de Macau mit der Aliança do Bom Lar eine eigene Wahlliste aufstellte.

## Ausrichtung
Die União Promotora Para o Progresso ist eine chinesisch-konservative Partei und Teil des Pro-Peking-Lagers. Die Prinzipien der Partei sind weitgehende Einheit Macaus mit der Volksrepublik China, die Absicherung des Lebensunterhalts der Einwohner sowie Patriotismus und Liebe zur Volksrepublik China. Darüber hinaus bietet die Organisation Dienstleistungen für die Einwohner an.